# Lobogeniates catullus
Lobogeniates catullus är en skalbaggsart som beskrevs av Ohaus 1931. Lobogeniates catullus ingår i släktet Lobogeniates och familjen Rutelidae. Inga underarter finns listade i Catalogue of Life.